# Київський марафон

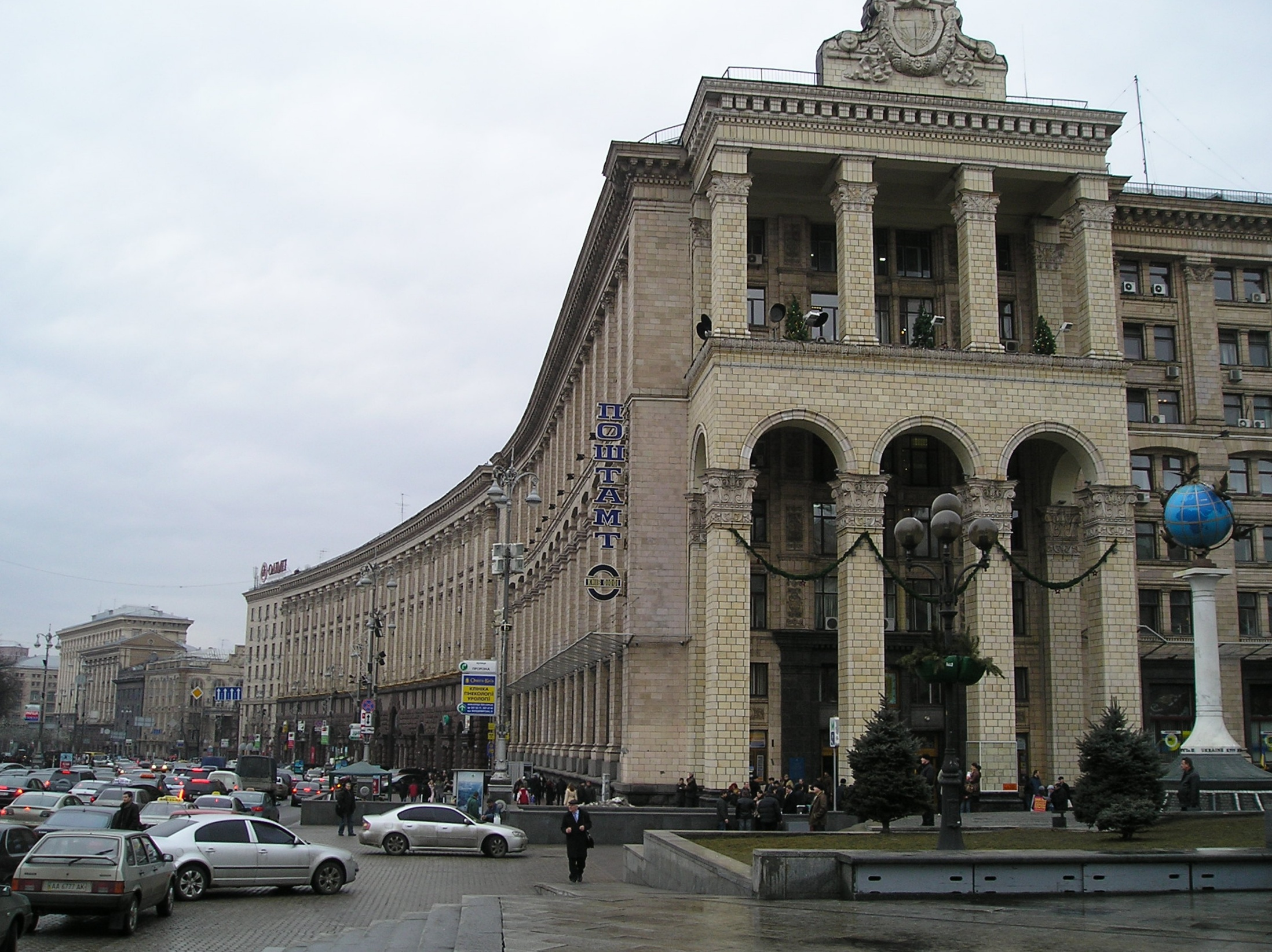
Вул. Хрещатик — тут дається старт і проходить частина траси Київського марафону

Ки́ївський марафо́н або Київський марафон незламності — міжнародний марафон, який щорічно проходить в місті Києві. В змаганнях з бігу беруть участь як професійні спортсмени, так і аматори та просто шанувальники цієї легкоатлетичної дисципліни. Перший забіг відбувся 16 жовтня 2010 року. Тоді на перший старт марафону вийшли 546 учасників із 13 країн, з яких у класичному марафоні (42,195 км) взяли участь 144 бігуни.
Вже у 2011 році Київський марафон, другий по рахунку, зібрав понад 1000 учасників із 33 країн, марафонську дистанцію подолали 315 спортсменів. У третьому Київському марафоні, що відбувся 6 травня 2012 року, взяли участь 1336 учасників із 28 країн, 250 спортсменів вийшли на марафонську дистанцію. У четвертому Київському марафоні взяли участь 1693 учасники з 33 країн, а подолати марафонську дистанцію вийшов 451 спортсмен.
Траса Київського міжнародного марафону, пройшла сертифікацію AIMS , та IAAF.
Відтепер результати спортсменів на дистанції 42,195 км та 21,0975 км будуть враховуватися міжнародною спільнотою, тобто, атлети матимуть змогу встановлювати рекорди Європи та Світу. Окрім того, показавши гарний час на київських пагорбах можна буде потрапити на марафони, які потребують від спортсменів кваліфікаційних результатів.

## Переможці
| Рік  | Чоловіки                       | Час     | Жінки                           | Час     |
| ---- | ------------------------------ | ------- | ------------------------------- | ------- |
| 2010 | Володимир Горбань (Київ)       | 2:26.36 | Людмила Шелест (Суми)           | 3:09.17 |
| 2011 | Володимир Горбань              | 2:27:26 | Тетяна Іванова                  | 2:46:39 |
| 2012 | Віктор Стародубцев             | 2:25:27 | Людмила Шелест                  | 3:15:34 |
| 2013 | Андрій Наумов (Донецька)       | 2:19:17 | Тетята Рибальченко (Харківська) | 2:44:41 |
| 2014 | Дмитро Пожевілов               | 2:30:21 | Ольга Дегтяренко                | 3:00:00 |
| 2015 | Євген Глива                    | 2:32:39 | Яна Куликова                    | 3:33:27 |
| 2016 | Олег Лещишин                   | 2:31:10 | Юлія Байрамова                  | 3:01:11 |
| 2017 | Артем Піддубний                | 2:24:20 | Ірина Масник                    | 2:48:13 |
| 2018 | Артем Піддубний                | 2:28:29 | Юлія Тарасова                   | 2:54:14 |
| 2019 | Олександр Бабарика (Рівенська) | 2:28.57 | Наталія Семенович (Київська)    | 2:51.38 |

## Учасники
| Рік  | Кількість країн | Кількість учасників на 42 км | Загальна кількість учасників |
| ---- | --------------- | ---------------------------- | ---------------------------- |
| 2010 | 13              | 144                          | 546                          |
| 2011 | 33              | 315                          | 1003                         |
| 2012 | 28              | 250                          | 1336                         |
| 2013 | 33              | 451                          | 1693                         |
| 2014 | 32              | 495                          | 3313                         |
| 2015 | 38              | 505                          | 3800                         |
| 2016 | 60              | 850                          | 6600                         |
| 2017 | 52              | 1142                         | 10012                        |
| 2018 | 50              | 1626                         | 11607                        |
| 2019 |                 |                              |                              |

## Історія

### 2010 рік
Перший Київський марафон відбувся у столиці України 16 жовтня 2010-го року. В рамках змагань було дано одночасний старт на такі дистанції:
- «Класичний марафон» (42 км 195 м);
- «Вуличний забіг» (10 км);
- «Володимирська гірка» (1609 м).

Перший Київський Марафон пройшов під патронатом міністерства України у справах сім'ї, молоді, та спорту, Київської міської державної адміністрації, та Національного олімпійського комітету України. Головним організатором стала компанія SMI. На старт усіх трьох дистанцій вийшли близько 500 учасників з України, Росії, Білорусі, Франції, та Кенії.
Найкращими на дистанції 42 км 195 м були:
- Серед чоловіків

1. Володимир Горбань (2:26.36)
2. Вячеслав Приходько (2:27.36)
3. Дмитро Пожевілов (2:29.31)

- Серед жінок

1. Людмила Шелест (3:09.17)
2. Вікторія Бондаренко (3:34.28)
3. Надія Тарасова (3:48.37)

Переможці на дистанції 10 км:
- Серед чоловіків
- Вадим Слободенюк (00:30:04)
- Серед жінок
- Тетяна Біловол (00:37:07)

### 2011 рік
У 2011-му році марафон відбувся 18 вересня, а 8 травня 2011 року пройшов Київський півмарафон.
Найкращими на дистанції 42 км 195 м були:
- Серед чоловіків

1. Володимир Горбань (02:27:26)
2. Вячеслав Приходько (2:28:55)
3. Виктор Роговой (2:32:10)

- Серед жінок

1. Тетяна Іванова (2:46:39)
2. Анна Пєшкова (3:04:20)
3. Яна Хмєлєва (3:15:34)

Переможці на дистанції 10 км:
- Серед чоловіків

1. Сергій Рибак (0:30:36)
2. Олександр Юлінський (0:30:40)
3. Руслан Печніков (0:30:58)

- Серед жінок

1. Ілона Барванова (0:37:02)
2. Анастасія Примак (0:37:07)
3. Євгєнія Гальцова (0:44:41)

### 2012 рік
У 2012-му році відбулися старти:
1. 6 травня 2012-го року: 3-й Київський марафон (присвячений до Дня Перемоги)
2. 24 серпня 2012-го року: 1-й Київський міні-марафон (присвячений до Дня Незалежності України)
3. 16 вересня 2012-го року: 2-й Київський півмарафон (присвячений до Дня фізкультури)

### 2014 рік
Відбувся 27 квітня 2014 року. Взяло участь 3313 чоловік.

### 2015 рік
Захід об’єднав 3 800 спортсменів з 34 країн світу.  Переможцями головного забігу стали Євген Глива та Яна Кулікова.
Переможці на дистанції 42,095 км
- Серед чоловіків:

Євген Глива  (2:32:39)
- Серед жінок

Яна Кулікова   (3:33:27)
Переможці на дистанції 10 км
- Серед чоловіків

Миколай Нижник (31.42)
- Серед жінок

Юлія Мороз (39. 34)
Переможці на дистанції 5  км
- Серед жінок

Ольга Яроцька (18:46)
- Серед чоловіків

Василь Беца  (16:42)

### 2016 рік
Більше 6600 спортсменів та любителів з 50 країн світу вийшли у неділю на старти своїх дистанцій. Маршрут марафонської дистанції в одне коло пролягав центром Києва. Він починався з Хрещатика, далі учасники бігли повз Києво-Печерську Лавру, музей Великої Вітчизняної війни, Михайлівській собор та інші мальовничі місця Києва.
У програмі марафону 5 забігів різної дистанції для дорослих: від 2 до 42,195 км. Спеціально для дітей передбачені три дистанції: 100 м, 500 м, 1000 м, участь у них безкоштовна, але попередня реєстрація була обов'язкова.
Особливу увагу було наділено медичному допуску спортсменів на дистанції в 42,195 км та 21,0975 км. Допуск до старту отримували бігуни, які пройшли медичне тестування у спеціалізованих спортивних центрах.
Впродовж трьох днів будо задіяно близько 740 волонтерів, з них 603 в день заходу,  341 маршалів на трасі. Медичний супровід складався з 22 реанімаційних бригад, 40 волонтерів Червоного Хреста, 6 медичних бригад MotoHelp та 16 волонтерів Мальтійського Хреста. На трасі маршруту організатори розмістили 13 пунктів гідратації.
До бігового свята долучилися і відомі персони: посол Франції в Україні Ізабель Дюпон, народний депутат Єгор Соболєв з дружиною Марічкою Падалко, соліст гурту СКАЙ Олег Собчук, телеведучі Людмила Барбір, Валентина Хомайко, Лідія Таран, Анатолій Анатоліч.
Київський марафон  із 5 бігових заходів серії Run Ukraine Running League.
Переможці на дистанції 42,095 км
Серед чоловіків:
1. Олег Лещишин (2:31:10)
2. Артем Піддубний (2:31:19)
3. Євген Глива (2:33:18)
Серед жінок:
1. Юлія Байрамова (3:01:11) 
2. Олена Федорова (3:04:54)
3. Ольга Донченко (3:05:28)
Переможці на дистанції 21,0975 км
Серед чоловіків:
1. Сергій Марчук (1:14:31)
2. Олександр Світенков (1:07:03)
3. В’ячеслав Зубков (1:20:50)
Серед жінок:
1. Ольга Дегтяренко (1:32:18)
2. Ганна Волкова (1:37:16)
3. Олена Суміна (1:37:43)
Переможці на дистанції 10 км
Серед чоловіків:
1. Олександр Волошиц (38:15)
2. Євген Корольов (39:20)
3. Руслан Клименко (40:09)
Серед жінок:
1. Сніжана Рибак (42:09)
2. Лара Грубень (42:22)
3. Ганна Калініченко (42:33)
Переможці на дистанції 5  км
Серед чоловіків:
1. Леонід Раєць (17:08)
2. Олег Цибін (17:10)
3. Леонід Шелест (17:12)
Серед жінок:
1. Тетяна Забожчук (20:08)
2. Олександра Азарова (20:22)
3. Анна Іващук (21:25)